# Disney+
A Disney+  a The Walt Disney Company video on demand szolgáltatása, amelynek indulási időpontja Észak-Amerikában és Hollandiában 2019. november 12. volt. Tartalmainak legnagyobb részét a Walt Disney Studios és a Walt Disney Television által gyártott filmek és televíziós sorozatok képzik majd, emellett más saját gyártású filmek és sorozatok, amelyeket egyéb, a Disney tulajdonában lévő stúdiók gyártanak, mint a Pixar, a Marvel, a Lucasfilm, a National Geographic és a 20th Century Studios.
A tervezett szolgáltatást a Netflix, az HBO Max és az Amazon Prime Video versenytársának szánják, és a hasonló szolgáltatást nyújtó Hulu testvérplatformjának, amelyben a Disney többségi tulajdonos.
Magyarországon 2022. június 14-én indult el a szolgáltatás.

## Története
A BAMTech videostreaming technológiával foglalkozó cégben a Disney először 2016 augusztusában szerzett részesedést, 2017 augusztusára már kétharmados többséget szerzett a cég tulajdonjogaiban. Ekkor jelentette be, hogy tervbe van véve egy új Disney szolgáltatás, amelyen a stúdió által tartalmakat lehet majd fogyasztani, tartalmát pedig főként Disney sorozatok és filmek adnák. Ennek időpontját 2019-re vagy későbbre tűzték ki, indítása azután történt volna meg, hogy a Disney Netflixszel kötött terjesztési szerződése lejárt. Ezek után a Netflixen megtalálható Disney tartalmak onnan lekerülnek és az új szolgáltatáson válnának újra elérhetővé.
2017 decemberében a Disney bejelentette, hogy felvásárolja a 21st Century Fox nagy részét. Ez a lépés azért volt fontos, hogy a Disney növelhesse filmes és televíziós könyvtárát az indítandó streamingszolgáltatásra, a felvásárlási folyamat 2019. március 20-án véglegesen lezárult.
2018. november 8-án a Disney vezérigazgatója, Bob Iger jelentette be, hogy a tervezett szolgáltatás a Disney+ nevet viseli majd, előreláthatólag 2019 végén indul majd el. Több értesülés szerint is az indulás kezdeti időpontja szeptemberre volt tervezve, de 2019. április 11-én a Disney hivatalos közleményében 2019. november 12-ére tűzte ki a várható indítást. Az indulás időpontja az amerikai piacra vonatkozott, de a bejelentés szerint az ezt követő két évben világszerte útjára indítja majd a szolgáltatást a cég. Ez főleg a különböző országokban kötött streamingjogok és -szerződések lejárásának időpontjától függ, amelyek a Disney+ kínálatának részét képeznék. A tervek szerint 2019 végére és 2020 elejére így Nyugat-Európában és Kelet-Ázsia több országában már elérhetővé válhat, majd a későbbiekben Kelet-Európában és Latin-Amerika területén, várhatóan 2020 végére.
2019. szeptember 12-én elindult a Disney+ ingyenes próbaverziója Hollandiában, majd két hónappal később, 2019. november 12-én hivatalosan is debütált ott, valamint az Egyesült Államokban és Kanadában. 2020-tól 2022-ig a Föld országainak nagy részében elérhetővé vált.
2020. április 3. óta Indiában, 2020. szeptember 5. óta Indonéziában, 2021. június 1. óta Malajziában, 2021. június 30. óta pedig Thaiföldön is elérhető, azonban Disney+ Hotstar-ként. 2025. február 14-étől a szolgáltatás neve JioHotstar Indiában.

## Kínálat
A szolgáltatás központi részét a Disney fő szórakoztatóipari stúdiói, a Walt Disney Pictures, a Walt Disney Animation Studios, a Pixar, a Marvel Studios, a Lucasfilm, a 20th Century Fox és a National Geographic adják. Mivel a 21st Century Fox nagy részének felvásárlását követően a Disney többségi tulajdonos egy másik streamingszolgáltatásban, a Huluban is, a Disney+ alapvetően a családi szórakoztatásra koncentrál majd, a Hulu pedig megmaradnak általános szórakoztató szolgáltatásnak.
A Disney+ körülbelül 7000 televíziós sorozat epizódját, illetve 500 filmet tett elérhetővé a felhasználói számára, ezek között a Disney, a Pixar, a Marvel Studios, a Lucasfilm és a National Geographic tartalmai találhatóak meg, illetve Disney Channel műsorok és a 20th Century Fox és az ABC Studios családbarát tartalmai. Viszont a 20th Century Fox új megjelenései nem lettek azonnal elérhetőek sem a Disney+-on, sem a Hulun, mivel a Foxnak 2022-ig előremenően érvényes kizárólagos szerződése volt az HBO-val ezek terjesztésére vonatkozóan. A Marvel kapitány volt az első mozikban adott film, amely kizárólag a Disney+-on streamelhető. Iger elmondása szerint idővel a klasszikus Disney rajzfilmek mindegyike is elérhetővé válik majd a szolgáltatáson. A Fox felvásárlásának következményeként az addig leadott harminc évadnyi A Simpson család epizód is elérhetővé válik kizárólag a Disney+-on.
Kezdetben kérdéses volt, hogy a Star Wars franchise hat nagy játékfilmje elérhető lesz-e a szolgáltatás indulásakor, mivel egy érvényben lévő szerződés értelmében a kábeltelevíziós terjesztési jogokat illetően a streamingjogok is a Turner Broadcasting tulajdonát képzik. Ennek ellenére 2019. április 11-én bejelentették, hogy az első év folyamán Az ébredő erő és a Zsivány egyes már streamelhető lesz.
Várható volt, hogy a Disney+ indulásakor négy-öt új saját gyártású, azelőtt sehol sem bemutatott eredeti filmet és öt darab televíziós sorozatot is elérhetővé tesz majd, melyeknek összköltsége 25–100 millió dollár. 2019 januárjában arról számoltak be, hogy a Disney a szolgáltatásra fejlesztett eredeti tartalmakra 500 millió dollárt költ.

### Legismertebb filmek a Disney+-on
- Az összes Star Wars film
- Az összes Marvel film
- Avatár
- Titanic
- A Grand Budapest Hotel
- A Karib-tenger kalózai filmsorozat mind az öt filmje
- A majmok bolygója filmek
- Szörnyella
- Rémálmok sikátora
- Die Hard filmek
- West Side Story (az eredeti és a 2021-es verzió is)
- Mary Poppins
- A Kingsman filmek

### Legismertebb sorozatok a Disney+-on
- The Walking Dead
- A Mandalóri
- Star Wars: A klónok háborúja
- Star Wars: A Rossz Osztag
- Star Wars: Lázadók
- Obi-Wan Kenobi
- Holdlovag
- WandaVízió
- A Sólyom és a Tél Katonája
- Loki
- Gyilkos a házban
- A Simpson család
- Family Guy
- Modern család
- Lost – Eltűntek
- A szökés (Prison Break)
- Dr. Csont
- Boba Fett könyve
- Sólyomszem
- Így jártam apátokkal
- Így jártam anyátokkal
- Muppet Show
- Orville

## Indulás
| Megjelenés dátuma    | Ország                                |
| -------------------- | ------------------------------------- |
| 2019. november 12.   | Egyesült Államok                      |
| 2019. november 12.   | Hollandia                             |
| 2019. november 12.   | Kanada                                |
| 2019. november 19.   | Ausztrália                            |
| 2019. november 19.   | Puerto Rico                           |
| 2019. november 19.   | Új-Zéland                             |
| 2020. március 24.    | Ausztria                              |
| 2020. március 24.    | Egyesült Királyság                    |
| 2020. március 24.    | Írország                              |
| 2020. március 24.    | Németország                           |
| 2020. március 24.    | Olaszország                           |
| 2020. március 24.    | Spanyolország                         |
| 2020. március 24.    | Svájc                                 |
| 2020. április 2.     | Guernsey Bailiffség                   |
| 2020. április 2.     | Jersey Bailiffség                     |
| 2020. április 2.     | Man-sziget                            |
| 2020. április 7.     | Franciaország                         |
| 2020. április 30.    | Francia Guyana                        |
| 2020. április 30.    | Francia Nyugat-India                  |
| 2020. április 30.    | Monaco                                |
| 2020. április 30.    | Új-Kaledónia                          |
| 2020. április 30.    | Wallis és Futuna                      |
| 2020. június 11.     | Japán                                 |
| 2020. szeptember 15. | Belgium                               |
| 2020. szeptember 15. | Dánia                                 |
| 2020. szeptember 15. | Finnország                            |
| 2020. szeptember 15. | Grönland                              |
| 2020. szeptember 15. | Izland                                |
| 2020. szeptember 15. | Luxemburg                             |
| 2020. szeptember 15. | Norvégia                              |
| 2020. szeptember 15. | Portugália                            |
| 2020. szeptember 15. | Svédország                            |
| 2020. október 2.     | Mauritius                             |
| 2020. október 2.     | Mayotte                               |
| 2020. október 2.     | Réunion                               |
| 2020. november 17.   | Anguilla                              |
| 2020. november 17.   | Antigua és Barbuda                    |
| 2020. november 17.   | Argentína                             |
| 2020. november 17.   | Aruba                                 |
| 2020. november 17.   | Bahama-szigetek                       |
| 2020. november 17.   | Barbados                              |
| 2020. november 17.   | Belize                                |
| 2020. november 17.   | Bermuda                               |
| 2020. november 17.   | Bolívia                               |
| 2020. november 17.   | Brazília                              |
| 2020. november 17.   | Brit Virgin-szigetek                  |
| 2020. november 17.   | Chile                                 |
| 2020. november 17.   | Costa Rica                            |
| 2020. november 17.   | Curaçao                               |
| 2020. november 17.   | Dominikai Közösség                    |
| 2020. november 17.   | Dominikai Köztársaság                 |
| 2020. november 17.   | Ecuador                               |
| 2020. november 17.   | Grenada                               |
| 2020. november 17.   | Guatemala                             |
| 2020. november 17.   | Guyana                                |
| 2020. november 17.   | Haiti                                 |
| 2020. november 17.   | Honduras                              |
| 2020. november 17.   | Jamaica                               |
| 2020. november 17.   | Kajmán-szigetek                       |
| 2020. november 17.   | Karibi Hollandia                      |
| 2020. november 17.   | Kolumbia                              |
| 2020. november 17.   | Mexikó                                |
| 2020. november 17.   | Montserrat                            |
| 2020. november 17.   | Nicaragua                             |
| 2020. november 17.   | Panama                                |
| 2020. november 17.   | Paraguay                              |
| 2020. november 17.   | Peru                                  |
| 2020. november 17.   | Saint Kitts és Nevis                  |
| 2020. november 17.   | Saint Lucia                           |
| 2020. november 17.   | Saint Vincent és a Grenadine-szigetek |
| 2020. november 17.   | Salvador                              |
| 2020. november 17.   | Suriname                              |
| 2020. november 17.   | Trinidad és Tobago                    |
| 2020. november 17.   | Turks- és Caicos-szigetek             |
| 2020. november 17.   | Uruguay                               |
| 2020. november 17.   | Venezuela                             |
| 2021. február 23.    | Szingapúr                             |
| 2021. november 12.   | Dél-Korea                             |
| 2021. november 12.   | Tajvan                                |
| 2021. november 16.   | Hongkong                              |
| 2022. május 18.      | Dél-afrikai Köztársaság               |
| 2022. június 8.      | Algéria                               |
| 2022. június 8.      | Bahrein                               |
| 2022. június 8.      | Egyesült Arab Emírségek               |
| 2022. június 8.      | Egyiptom                              |
| 2022. június 8.      | Irak                                  |
| 2022. június 8.      | Jemen                                 |
| 2022. június 8.      | Jordánia                              |
| 2022. június 8.      | Katar                                 |
| 2022. június 8.      | Kuvait                                |
| 2022. június 8.      | Libanon                               |
| 2022. június 8.      | Líbia                                 |
| 2022. június 8.      | Marokkó                               |
| 2022. június 8.      | Omán                                  |
| 2022. június 8.      | Palesztina                            |
| 2022. június 8.      | Szaúd-Arábia                          |
| 2022. június 8.      | Tunézia                               |
| 2022. június 14.     | Åland                                 |
| 2022. június 14.     | Albánia                               |
| 2022. június 14.     | Andorra                               |
| 2022. június 14.     | Bosznia-Hercegovina                   |
| 2022. június 14.     | Brit Indiai-óceáni Terület            |
| 2022. június 14.     | Bulgária                              |
| 2022. június 14.     | Csehország                            |
| 2022. június 14.     | Észak-Macedónia                       |
| 2022. június 14.     | Észtország                            |
| 2022. június 14.     | Feröer                                |
| 2022. június 14.     | Francia déli és antarktiszi területek |
| 2022. június 14.     | Francia Polinézia                     |
| 2022. június 14.     | Gibraltár                             |
| 2022. június 14.     | Görögország                           |
| 2022. június 14.     | Horvátország                          |
| 2022. június 14.     | Koszovó                               |
| 2022. június 14.     | Lengyelország                         |
| 2022. június 14.     | Lettország                            |
| 2022. június 14.     | Liechtenstein                         |
| 2022. június 14.     | Litvánia                              |
| 2022. június 14.     | Magyarország                          |
| 2022. június 14.     | Málta                                 |
| 2022. június 14.     | Montenegró                            |
| 2022. június 14.     | Pitcairn-szigetek                     |
| 2022. június 14.     | Románia                               |
| 2022. június 14.     | Saint-Pierre és Miquelon              |
| 2022. június 14.     | San Marino                            |
| 2022. június 14.     | Sint Maarten                          |
| 2022. június 14.     | Svalbard és Jan Mayen                 |
| 2022. június 14.     | Szent Ilona                           |
| 2022. június 14.     | Szerbia                               |
| 2022. június 14.     | Szlovákia                             |
| 2022. június 14.     | Szlovénia                             |
| 2022. június 14.     | Törökország                           |
| 2022. június 14.     | Vatikán                               |
| 2022. június 16.     | Izrael                                |
| 2022. november 17.   | Fülöp-szigetek                        |

## Fordítás
- Ez a szócikk részben vagy egészben  a   Disney+ című angol Wikipédia-szócikk ezen változatának fordításán alapul.  Az eredeti cikk szerkesztőit annak laptörténete sorolja fel. Ez a jelzés csupán a megfogalmazás eredetét és a szerzői jogokat jelzi, nem szolgál a cikkben szereplő információk forrásmegjelöléseként.